# Тубас (провинция)
Тубас (араб. محافظة طوباس‎) — одна из 16 провинций Государства Палестина. Расположена на северо-востоке Западного берега реки Иордан. Площадь составляет около 402 км².
Согласно переписи 2017 года, в провинции проживает 60 927 человек в 12 411 домашних хозяйствах. Согласно реестру народонаселения Центрального статистического бюро Палестины за 2007 год, в провинции проживало 50 261 человек в 9 004 домашних хозяйствах. Из них 19 505 (38 %) были в возрасте до 15 лет, и примерно 7 362 (или 14 %) были зарегистрированы беженцами. По данным переписи населения 1997 года, в провинции проживало 36 609 человек.
Граничит с рекой Иордан и иорданской границей на востоке, мохафазами Джанин и Наблус на западе, мохафазой Иерихона на юге и зеленой линией на севере.
Административным центром является город Тубас. Мохафаза была выделена в 1996 году из мохафазы Наблус
Северный регион долины реки Иордан составляет большую часть территории этой мохафазы, поэтому её называют «Северной долиной реки Иордан». Следует отметить, что большинство из этих земель относится к категории «С» Соглашения 1993 года в Осло между ООП и Израилем, и на них осуществляется полная администрация Израиля.

## Населённые пункты
На территории мохафазы расположено 23 населенных пункта.
Города
- Тубас

Муниципалитеты
- Аккаба
- Таммун

Сельские советы и деревни
- Акабах
- аль-Бикай'а
- аль-Фарисия
- Ат-Тхуфра
- Бардала
- Вади аль-Фар'а
- Ибзик
  - Ибзик аль-Тахта
  - Ибзик аль-Фауга
- Кардала
- Кашда
- Рас-аль-Фар'а
- Салхаб
- Тайясир
- Хирбет аль-Малих
- Хирбет ар-Рас аль-Ахмар
- Эйн аль-Бейда
- Ярза

Лагерь беженцев
- Мухейем аль-Фар'а